# Роблес, Андрес
Андрес Себастьян Роблес Фуэнтес (исп. Andrés Sebastián Robles Fuentes; 7 мая 1994, Сантьяго, Чили) — чилийский футболист, опорный полузащитник клуба «Депортес Антофагаста» и сборной Чили.
Андрес — сын чилийского футболиста и тренера Эктора Роблеса, известного по выступлениям за «Сантьяго Уондерерс» и «Палестино».

## Клубная карьера
Роблес — воспитанник клуба «Сантьяго Уондерерс». 31 октября 2010 года в матче против «Аудакс Итальяно» он дебютировал в чилийской Примере. 27 февраля 2013 года в поединке против «Универсидад де Чили» Андрес забил свой первый гол за «Уондерерс».
Летом 2014 года Роблес на правах аренды перешёл в испанский «Атлетико Мадрид». В Испании он выступал за дублирующий составе «матрасников». После окончания аренды Андрес вернулся в «Сантьяго Уондерерс».
Летом 2016 года Роблес был отдан в аренду в «Уачипато». 31 июля в матче против «Аудакс Итальяно» он дебютировал за новую команду. 2 апреля 2017 года в поединке против «Сан-Луис Кильота» Андрес забил свой первый гол за «Уачипато».

## Международная карьера
В 2011 году в составе сборной Чили до 17 лет Роблес принял участие в юношеском чемпионате Южной Америки в Эквадоре. На турнире он сыграл в матчах против сборных Колумбии, Бразилии, Венесуэлы и Парагвая.
В начале 2013 года Андрес в составе молодёжной сборной Чили принял участие в молодёжном чемпионате Южной Америки в Аргентине. На турнире он сыграл в матчах против команд Колумбии, Парагвая и Эквадора.
Летом того же года Роблес принял участие в молодёжном чемпионате мира в Турции. На турнире он сыграл в матчах против сборных Египта, Англии, Хорватии и Ганы.
25 апреля 2013 года в товарищеском матче против сборной Бразилии Андрес дебютировал за сборную Чили.